# Produkt narodowy brutto
Produkt narodowy brutto (PNB, ang. gross national product, GNP) – miara wartości wszystkich dóbr i usług finalnych wytworzonych w danym okresie przez narodowe czynniki produkcji (tzn. należące do obywateli danego państwa) we wszystkich krajach, w których czynniki te były angażowane w proces produkcyjny.
{\displaystyle PNB=K+I+G+En+Dn,}
gdzie:
{\displaystyle K} – konsumpcja,
{\displaystyle I} – inwestycje,
{\displaystyle G} – wydatki rządowe,
{\displaystyle En} – eksport netto, czyli eksport-import,
{\displaystyle Dn} – dochód netto obywateli za granicą.